# Khaled ben Sultan Al Saoud
Khaled ben Sultan ben Abdelaziz Al Saoud, fils de l'ancien prince héritier et ministre de la Défense Sultan, est le vice-ministre de la Défense de l'Arabie saoudite du 5 novembre 2011 au 20 avril 2013. 
Chef des armées de la coalition pendant la guerre du Golfe, il était précédemment adjoint au ministre de la Défense et de l'Aviation.
En novembre 2017, son nom est cité dans les révélations des Paradise Papers.